# UNED (programa de televisión)
UNED es un programa español de televisión emitido por La 2 de TVE. 
Se trata de un programa educativo vinculado a los cursos de la Universidad Nacional de Educación a Distancia. Ofrece la información sobre los contenidos de las asignaturas que integran las distintas carreras y del curso de acceso a la universidad para mayores de 25 años. 